# Bahnstrecke Greußen West–Keula
| |                      |                                               |                                               |
| Streckennummer (DB): | 6719                 |                                               |                                               |
| Kursbuchstrecke: | 159m (1934)          |                                               |                                               |
| Streckenlänge: | 37,1 km              |                                               |                                               |
| Spurweite: | 1435 mm (Normalspur) |                                               |                                               |
| |                      |                                               |                                               |
| \| \| \| \| \| \| \| \| Verbindungsgleis zum Bahnhof Greußen \| \| \| \| 0,0 \| Greußen West \| 163 m \| \| \| 1,4 \| Westgreußen \| Westgreußen \| \| \| 6,2 \| Rohnstedt \| 268 m \| \| \| \| Abzweig zur Langensalzaer Kleinbahn (geplant) \| \| \| \| 8,7 \| Großenehrich \| Großenehrich \| \| \| 11,5 \| Großenehrich West (bis 1952 Wenigenehrich) \| Großenehrich West (bis 1952 Wenigenehrich) \| \| \| 14,1 \| Abtsbessingen-Bellstedt \| Abtsbessingen-Bellstedt \| \| \| 16,5 \| Rockstedt \| Rockstedt \| \| \| \| Helbe \| \| \| \| \| von Hohenebra \| \| \| \| 17,9 \| Ebeleben \| 237 m \| \| \| \| Bundesstraße 249 \| \| \| \| 18,8 \| Ebeleben Stadt (bis 1929) \| Ebeleben Stadt (bis 1929) \| \| \| \| nach Mühlhausen \| \| \| \| \| von Ebeleben (neuer Bahnhof) \| \| \| \| 19,8 \| Helbe \| Helbe \| \| \| 20,0 \| L 1032 \| L 1032 \| \| \| 21,0 \| Ende der Betriebsstrecke \| Ende der Betriebsstrecke \| \| \| 21,1 \| Holzsußra \| Holzsußra \| \| \| 25,0 \| Kleinbrüchter \| Kleinbrüchter \| \| \| 25,1 \| K 4 \| K 4 \| \| \| 27,7 \| Urbach (Thür) \| Urbach (Thür) \| \| \| \| Anschluss Schacht Volkenroda \| \| \| \| 30,6 \| Menteroda \| Menteroda \| \| \| 31,9 \| Holzthaleben \| 426 m \| \| \| 37,1 \| Keula \| Keula \| |                      |                                               |                                               |
| |                      |                                               |                                               |
| Abzweig geradeaus und nach rechts (Strecke außer Betrieb) |                      | Verbindungsgleis zum Bahnhof Greußen          | Verbindungsgleis zum Bahnhof Greußen          |
| Bahnhof (Strecke außer Betrieb) | 0,0                  | Greußen West                                  | 163 m                                         |
| Haltepunkt / Haltestelle (Strecke außer Betrieb) | 1,4                  | Westgreußen                                   | Westgreußen                                   |
| Bahnhof (Strecke außer Betrieb) | 6,2                  | Rohnstedt                                     | 268 m                                         |
| Abzweig geradeaus und nach links (Strecke außer Betrieb) |                      | Abzweig zur Langensalzaer Kleinbahn (geplant) | Abzweig zur Langensalzaer Kleinbahn (geplant) |
| Bahnhof (Strecke außer Betrieb) | 8,7                  | Großenehrich                                  | Großenehrich                                  |
| Bahnhof (Strecke außer Betrieb) | 11,5                 | Großenehrich West (bis 1952 Wenigenehrich)    | Großenehrich West (bis 1952 Wenigenehrich)    |
| Bahnhof (Strecke außer Betrieb) | 14,1                 | Abtsbessingen-Bellstedt                       | Abtsbessingen-Bellstedt                       |
| Bahnhof (Strecke außer Betrieb) | 16,5                 | Rockstedt                                     | Rockstedt                                     |
| Brücke über Wasserlauf (Strecke außer Betrieb) |                      | Helbe                                         | Helbe                                         |
| Abzweig geradeaus und von rechts (Strecke außer Betrieb) |                      | von Hohenebra                                 | von Hohenebra                                 |
| Bahnhof (Strecke außer Betrieb) | 17,9                 | Ebeleben                                      | 237 m                                         |
| Bahnübergang (Strecke außer Betrieb) |                      | Bundesstraße 249                              | Bundesstraße 249                              |
| Haltepunkt / Haltestelle (Strecke außer Betrieb) | 18,8                 | Ebeleben Stadt (bis 1929)                     | Ebeleben Stadt (bis 1929)                     |
| Abzweig geradeaus und nach links (Strecke außer Betrieb) |                      | nach Mühlhausen                               | nach Mühlhausen                               |
| Abzweig ehemals geradeaus und von rechts |                      | von Ebeleben (neuer Bahnhof)                  | von Ebeleben (neuer Bahnhof)                  |
| Brücke über Wasserlauf | 19,8                 | Helbe                                         | Helbe                                         |
| Bahnübergang | 20,0                 | L 1032                                        | L 1032                                        |
| Kilometer-Wechsel | 21,0                 | Ende der Betriebsstrecke                      | Ende der Betriebsstrecke                      |
| ehemaliger Haltepunkt / Haltestelle | 21,1                 | Holzsußra                                     | Holzsußra                                     |
| ehemaliger Bahnhof | 25,0                 | Kleinbrüchter                                 | Kleinbrüchter                                 |
| Bahnübergang | 25,1                 | K 4                                           | K 4                                           |
| ehemaliger Bahnhof | 27,7                 | Urbach (Thür)                                 | Urbach (Thür)                                 |
| Abzweig geradeaus und ehemals von links |                      | Anschluss Schacht Volkenroda                  | Anschluss Schacht Volkenroda                  |
| ehemaliger Betriebs-/Güterbahnhof Strecke ab hier außer Betrieb | 30,6                 | Menteroda                                     | Menteroda                                     |
| Bahnhof (Strecke außer Betrieb) | 31,9                 | Holzthaleben                                  | 426 m                                         |
| Kopfbahnhof Streckenende (Strecke außer Betrieb) | 37,1                 | Keula                                         | Keula                                         |

Die Bahnstrecke Greußen West–Keula ist eine Nebenbahn in Thüringen, die ursprünglich durch die Greußen-Ebeleben-Keulaer Eisenbahn (GEKE) erbaut und betrieben wurde. Sie zweigte in Greußen von der Bahnstrecke Wolkramshausen–Erfurt ab und führte über Ebeleben nach Keula.

## Geschichte
Ebeleben erhielt mit dem Bau der Hohenebra-Ebelebener Eisenbahn Bahnanschluss. Ab dem 1. Juni 1897 stellte aus westlicher Richtung die Bahnstrecke Ebeleben–Mühlhausen, die zum Lenz-Konzern gehörte, die Verbindung von der preußischen Stadt Mühlhausen/Thüringen nach Ebeleben her. Hier entstand alsbald ein kleiner Bahnknotenpunkt, als am 1. Oktober 1901 im Auftrag des Fürstentums eine weitere Bahnlinie eröffnet und von Anfang an durch die Centralverwaltung für Sekundärbahnen H. Bachstein GmbH betrieben wurde. Sie führte vom Bahnhof Greußen, der – wie Hohenebra – an der Nordhausen-Erfurter Bahn liegt, in nordwestlicher Richtung über Ebeleben bis nach Keula am Rande des Dün. Sie war fast 38 km lang. In den Krisenzeiten nach dem Ersten Weltkrieg wurde sie 1924 ein Teil der von Bachstein geschaffenen Thüringischen Eisenbahn-AG. Neben der Beförderung landwirtschaftlicher Produkte war der Anschluss von Kaligruben bei Menteroda von großer Bedeutung für die Bahn.
Ein Lückenschluss im Bahnhof Rohnstedt mit der Langensalzaer Kleinbahn, der in den 1920 Jahren vorgesehen war, kam nie zustande.
Die Bahn wurde mit der Hohenebra-Ebelebener Eisenbahn durch die Firma Bachstein in einer Betriebsgemeinschaft mit der Bahnverwaltung in Ebeleben zusammengefasst. Diese bestand bis 1946, als das Land Thüringen diese Privatbahnen enteignete und sie später der Deutschen Reichsbahn unterstellte. Der Personenverkehr wurde am 25. Juni 1968 schon zwischen Greußen und Ebeleben eingestellt, am 30. November 1969 auch von hier nach Keula. Die Strecke Greußen–Ebeleben wurde abgebaut, die anderen Strecken werden zurzeit nicht mehr befahren. Zwischen Menteroda und Keula wurde die Strecke schon vor etlichen Jahren abgebaut. Die verbliebene Strecke Ebeleben–Menteroda ist seit dem 31. März 2005 laut Eisenbahn-Bundesamt stillgelegt, wird aber als Privatanschlussgleis weiter betrieben. Sie ist seit 2005 im Besitz des Kyffhäuserkreises und in Verwaltung der RbT Regiobahn Thüringen – inzwischen auch im Besitz derselben.
Die Strecke zwischen Holzsußra und Menteroda ist ohne Verkehr und betrieblich gesperrt. Zwischen Holzsußra und Ebeleben werden Güterwagen abgestellt. Im Sommer 2009 sowie im Herbst 2017 setzten sich während eines Sturmes einige abgestellte Güterwagen in Bewegung und entgleisten am Bahnübergang bei Wiedermuth.